# Alicia Boole
Alicia Boole Stott (Cork, 8 giugno 1860 – 17 dicembre 1940) è stata una matematica irlandese, terza figlia del matematico George Boole nota per aver coniato il termine "politopo", per riferirsi ad un solido convesso a 3 o più dimensioni come equivalente dei poligoni.

## Biografia
Scoprì che esistono esattamente 6 politopi regolari in uno spazio di dimensione 4, e che essi sono limitati da 5, 16, 600 tetraedri, 8 cubi, 24 ottaedri o 120 dodecaedri, e ne descrisse la sezione centrale di dimensione 3 usando esclusivamente metodi costruttivi di geometria elementare, non avendo alcuna nozione di geometria analitica.
Nel 1890 si sposò con Walter Stott il quale, nel 1895, ebbe notizia di un lavoro di Pieter Schoute sulle sezioni centrali della politopi regolari.
Successivamente, fu lo stesso Schoute a convincere Alicia Stott a pubblicare i suoi risultati, in due articoli pubblicati ad Amsterdam nel 1900 e nel 1910.
Nel 1914 ricevette il dottorato ad honorem dall'Università di Groninga, in occasione del tricentenario della sua fondazione. Nel 1930 fu presentata ad Harold Coxeter, col quale lavorò a diversi problemi e che la descrisse dicendo:
La forza e la semplicità del suo carattere combinata con la diversità dei suoi interessi ne fa un'amica ispiratrice. Durante la collaborazione con Coxeter, Alicia Boole Stott ottenne altri due importanti risultati, relativi alla costruzione di poliedri mediante l'utilizzo della sezione aurea.

## Pubblicazioni
- A. Boole Stott: Geometrical deduction of semiregular from regular polytopes and space fillings, Verhandelingen of the Koninklijke academy van Wetenschappen width unit Amsterdam, Eerste Sectie 11,1, Amsterdam, 1910